# Квандт, Йоханна
Йоханна Квандт (нем. Johanna Quandt; 21 июня 1926, Берлин — 3 августа 2015, Бад-Хомбург, Гессен) — германская бизнесвумен-миллиардер и вдова промышленника Герберта Квандта, который спас компанию BMW от банкротства. На момент смерти в 2015 году была 8-м самым богатым человеком в Германии (и самой богатой женщиной этой страны), 77-м самым богатым человеком в мире и 11-й самой богатой женщиной в мире по версии журнала Forbes.

## Карьера в BMW
В 1950-х годах стала секретарём в офисе своего будущего мужа и со временем стала его личным помощником. Они поженились в 1960 году. После его смерти в 1982 году стала крупным акционером компании BMW, входила в наблюдательный совет с 1982 года и до выхода на пенсию в 1997 году. Большую часть этого времени работала заместителем председателя совета директоров. На момент смерти ей принадлежало 16,7 % акций компании BMW.

## Личная жизнь
Двое детей от её брака, Штефан и Сусанна Клаттен, также являются крупными акционерами компании BMW и входят в наблюдательный совет. В 1978 году полиция предотвратила попытку похищения Йоханны и её дочери Сусанны. Йоханна Квандт проживала в Бад-Хомбург-фор-дер-Хёэ (земля Гессен).
В октябре 2007 года германская общественная телекомпания ARD в своей программе подробно описала роль семейного бизнеса Квандтов во время Второй мировой войны. В результате четыре члена семьи объявили от имени всех Квандтов о намерении профинансировать исследовательский проект, в рамках которого историк изучит деятельность семьи во время правления Адольфа Гитлера.
По состоянию на август 2014 года состояние семьи Квандтов оценивалось в 46,3 миллиарда долларов США. Йоханна Квандт умерла в возрасте 89 лет в своём доме в Бад-Хомбург-фор-дер-Хёэ недалеко от Франкфурта-на-Майне.
Создала фонд Johanna Quandt Stiftung для обучения начинающих деловых журналистов. Фонд также присуждает призы за выдающуюся деловую журналистику. В 2009 году была награждена орденом «За заслуги перед Федеративной Республикой Германия».